# Escritura visigótica

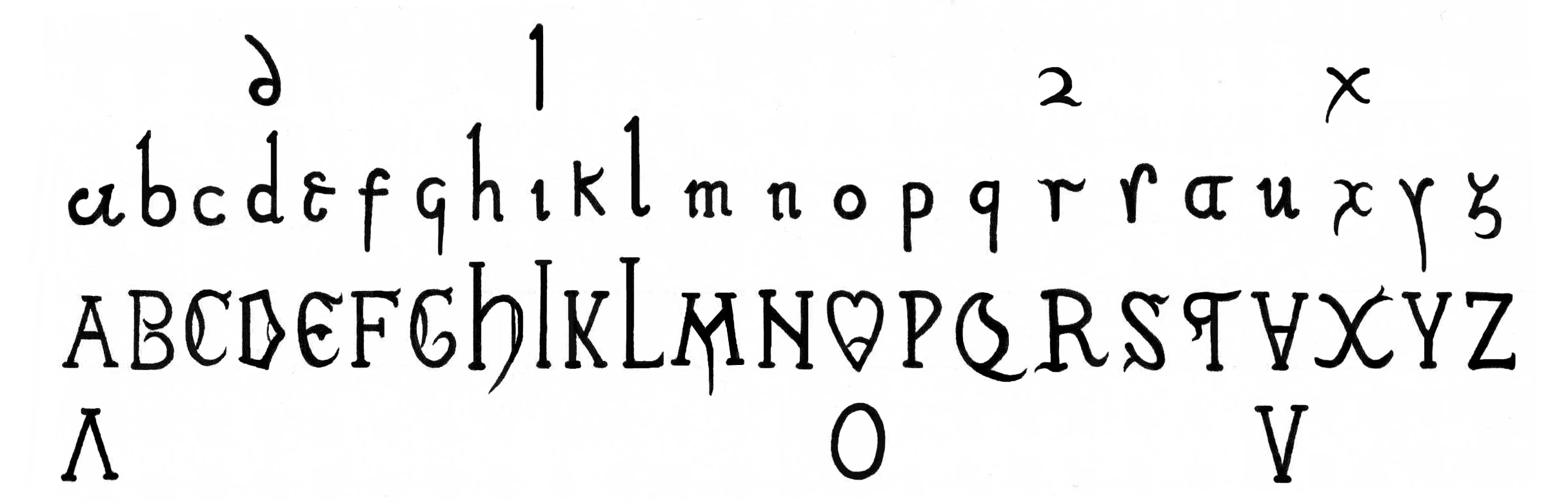
Letras del alfabeto en minúsculas y mayúsculas de la escritura visigótica.
Por encima y debajo alguna de sus variantes (nota: J, Ñ y U aún no existían).

La escritura visigótica (es incorrecto denominarla 'escritura visigoda') o escritura visigótica-mozárabe es un tipo de escritura medieval que, aunque se originó en la última etapa de la Hispania visigoda, no adquiere su canon hasta el siglo VIII en un contexto histórico diferente al Reino visigodo de Toledo. La época de desarrollo y florecimiento de esta forma gráfica se produce en los reinos cristianos de la península ibérica durante los primeros siglos de la Reconquista. En la Edad Media y en la Edad Moderna se conocía como littera toletana o littera mozarabica (letra toledana o mozárabe)

## Historia

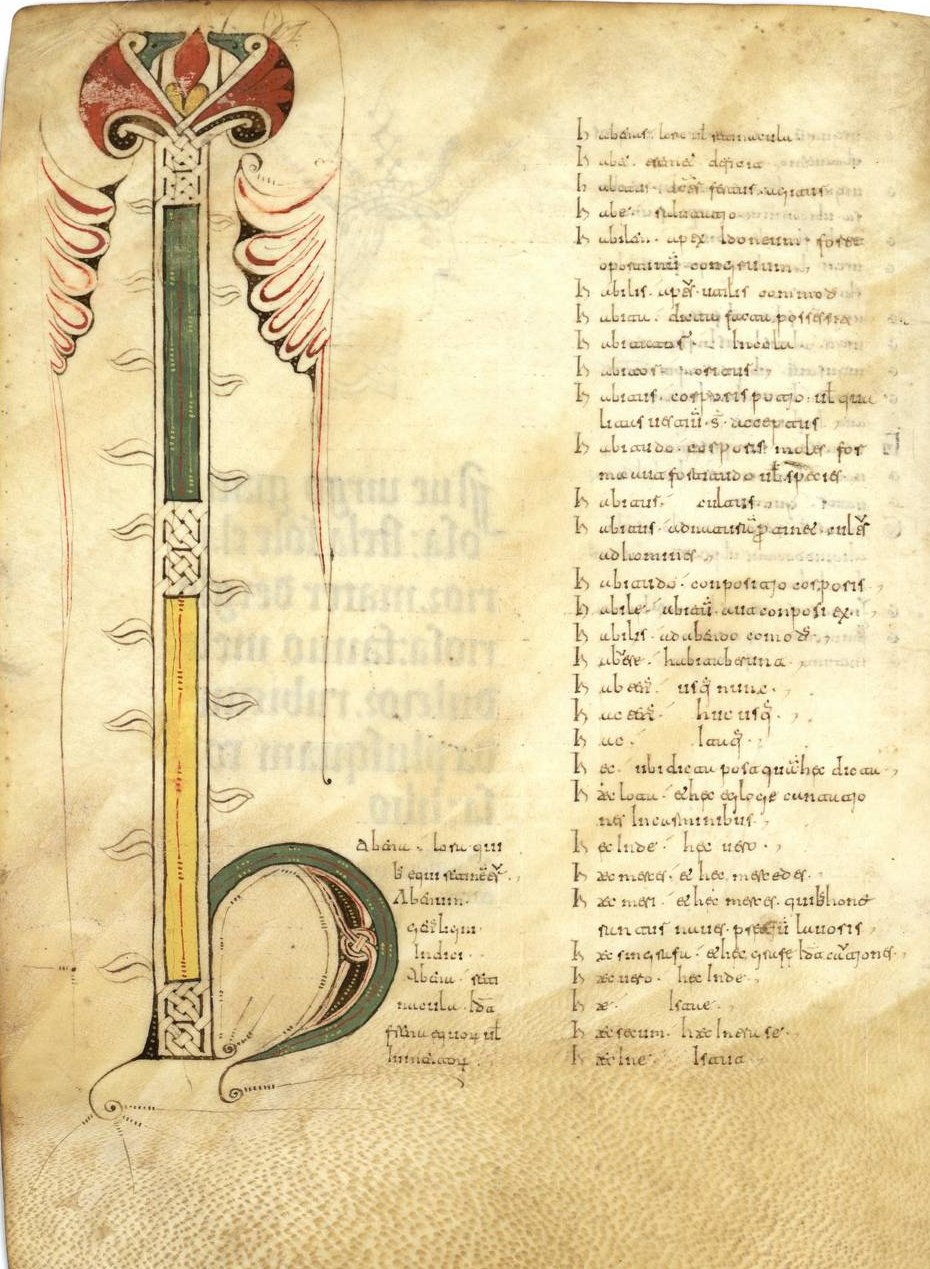
Hoja del Glosario latino (964) con caligrafía visigótica.

Este tipo de escritura se usó entre los siglo VIII y siglo XII en la península ibérica y en la provincia eclesiástica de la Septimania, localizada en el sur de la actual Francia. A pesar de su nombre, se desarrolló a partir de la evolución de la cursiva romana nueva, uncial y semiuncial romanas, gestándose sobre una escritura de transición entre la romana y la visigótica propiamente dicha, conocida como visigótica primitiva o visigótica primera, que aparece en pizarras visigodas datadas a partir del siglo V, pero que no adquiere su canon hasta el siglo VIII. Por tanto, aunque se denomine escritura visigótica, el periodo de su mayor uso y desarrollo no pertenece a la Hispania de los visigodos, sino a los primeros siglos de la Reconquista.
A diferencia de otros pueblos bárbaros, los visigodos poseyeron una escritura propia, el alfabeto ulfilano, que estaba limitada a usos litúrgicos y no estaba difundida socialmente. Pero pronto tuvieron que adoptar los usos romanos, abandonando el arrianismo, convirtiéndose a la fe católica, y adoptando el latín y la escritura latina. No obstante, durante la mayor parte del reino visigodo existió una continuidad gráfica con el mundo romano, ya que se siguieron utilizando las escrituras del Bajo Imperio (uncial, semiuncial y minúscula cursiva) para copiar libros y para los documentos de la administración del reino. Los primeros testimonios de una escritura diferente a las grafías romanas se encuentran en las pizarras visigodas desde el siglo V.
La escritura visigótica presenta dos variantes gráficas principales: visigótica redonda, de trazo pausado y cuidadoso, y visigótica cursiva, de trazo rápido. Se diferencian también las modalidades: elongata (dentro de la variante cursiva) derivada de la escritura de cancillería merovingia; la semicursiva, caracterizada por mezclar formas propias de la variante cursiva y redonda; y visigótica redonda de transición, denominada así por la gran influencia de elementos propios de la nueva escritura continental que vendrá a sustituirla (carolina).
También presenta unas características particulares dependiendo de la zona geográfica del centro de producción documental: son las denominadas variantes regionales. Así se diferencian la visigótica asturleonesa, mozárabe, portuguesa, catalana, septimana o narbonesa, riojana, navarra o pirenaica.
La influencia de la escritura carolina, nacida en época de Carlomagno y difundida por Europa occidental durante el Imperio carolingio, significó el abandono de este sistema gráfico, permaneciendo como residuo en algunos ambientes eclesiásticos conservadores de Galicia, Asturias, León o Cantabria en el siglo XII, y quedando ligada a los textos religiosos de los mozárabes toledanos, quienes siguieron utilizando dicha escritura tradicional en los siglos XII, XIII y XIV. El cambio de la liturgia visigoda por la liturgia romana en el siglo XI fue un factor determinante en la desaparición de la escritura visigótica.

## La pizarra visigoda
Las pizarras visigodas suponen una oportunidad de estudiar las actividades humanas durante un periodo de tiempo y lugares concretos de la geografía española, en tanto que estas son materiales originales que reflejan la vida cotidiana. No obstante, la mayoría de las pizarras han sido encontradas de forma casual, fuera de un contexto claro que ayude a confirmar una datación exacta, si bien es cierto que en el entorno de estos hallazgos se han encontrado restos arqueológicos que señalan a épocas de la Antigüedad tardía y visigoda. Sin embargo, es necesario que existan excavaciones arqueológicas sistemáticas que arrojen luz al respecto. Las cronologías propuestas oscilan entre los siglos III y IV hasta el siglo VIII d. C.
Tradicionalmente se dividen en tres tipos distintos: numéricas, de texto y de dibujo. Las pizarras de dibujo, con todo, pueden ser mejor comprendidas debido a la variedad de ejemplares encontrados y a la multiplicidad de dichos ejemplares, que van desde el ejercicio escolar, el dibujo infantil o las representaciones de carácter simbólico. Tomando como referente las pizarras que se conocen y se han estudiado hasta el momento, se puede hacer una clasificación de carácter orientativo para facilitar su comprensión. Un primer tipo de piezas son aquellas que representan figuras humanas y por lo general tiene un trazado torpe y esquemático y que presentan números a su alrededor, también de trazado torpe; una segunda clasificación sería aquella que comprende piezas que contienen dibujos decorativos y otras figuras geométricas. Seguidamente, existe un tipo de pizarra cuyos dibujos son de carácter lúdico. El cuarto tipo de piezas, presenta figuras de animales y/o personas u otros, sin la presencia de números y, aun siendo de trazado simple, se caracterizan por su realismo y el cuidadoso dibujo de detalles ornamentales. Existe un quinto tipo de pieza con una simbología elaborada –en una pieza se encuentra una estrella de cinco puntas-, cuyo significado puede resultar enigmático. Una última clasificación viene dada por piezas con dibujos sencillos como arados y otros instrumentos agrícolas, lo cual refleja la importancia de la agricultura como sistema económico básico en esta época. Algunas pizarras de texto contienen alfabetos, salmos y frases litúrgicas que indica la existencia de un sistema educativo con un nivel mínimo de alfabetización.
Algunas pizarras de texto presentan escritos de carácter religioso como por ejemplo la pizarra visigoda hallada en Carrio, Asturias, que muestra el texto de un conjuro o invocación mágica cuya función era las plantaciones de un agricultor contra una contra el pedrisco. Por tanto, este ejemplar se integra en un conjunto de piezas caracterizadas por ser amuletos o talismanes que tienen por objeto defender a su propietario de una potencial amenaza, estos eran llevados siempre encima o se fijaban en lugares concretos con la misión de contrarrestar enfermedades, hechizos, accidentes o plagas.
A colación de lo anterior, cabe destacar que en 1991, en Zamora, se produjo el hallazgo de una pizarra de texto, en estado fragmentario, posiblemente empleada para conjurar granizo, de escritura visigótica-mozárabe. Se propuso una datación en el siglo X apoyándose en argumentos epigráficos, lingüísticos y arqueológicos. Su relación con el conocido epígrafe asturiano de Carrio vendría a replantear algunos problemas de las denominadas pizarras visigodas. Esta relación viene dada por la analogía entre ambas piezas, que utilizan un conjuro basado en un pasaje apócrifo neo testamentario, de la Pasión de San Bartolomé, lo que supondría abrir varias líneas de interpretación y enmarque cronológico. Además, este pasaje bartolomita se relaciona en exclusiva con oraciones específicas contra granizo y tempestades.

## Formas
La escritura visigótica se formó por el uso que los escribientes hispanos hicieron de las escrituras uncial, semiuncial y minúscula cursiva en los siglos de la Antigüedad Tardía, encontrando formas gráficas en cada una de las modalidades que acusan un parentesco o con la uncial, o con la semiuncial, o con la minúscula cursiva romana.
La morfología de las letras, las ligaduras y algunos nexos son distintos según nos encontremos ante una escritura visigótica redonda, ejecutada lentamente, o ante una escritura visgótica cursiva, de trazado más rápido.
Algunos ejemplos de la morfología visigótica son:
- la a cursiva semejante a la e que se ejecutan ambas con una forma similar a un 3 hecho al revés;
- la a redonda similar a una u;
- la «r» rotunda similar a un «2»;
- la g de la redonda de clara raigambre semiuncial;

Algunas letras tienen dos morfologías:
- el trazo superior de la «t» puede formar un círculo a la izquierda o dos círculos, en cuyo caso se confunde con una g de la cursiva;
- una i corta antecede a letras largas y una i larga, que parece una ele, a las cortas. La i larga diferencia también el valor semiconsonántico del vocálico. Este rasgo morfológico lo compartió con otros sistemas gráficos contemporáneos como el merovingio.
- la d tiene una forma con un ástil vertical y otro con él inclinado hacia la izquierda, de tradición uncial;
- de especial interés para los lingüistas tiene la forma de la «z», que fue adoptada por la escritura carolina donde evolucionaría a la cedilla «ç».[13]

Existen abundantes ligaduras en especial con las letras «e», «r» y «t». En algunas ocasiones había dos ligaduras distintas que se usaban para representar las diferencias de pronunciación de una letra, como en el caso de la representación de la sílaba «ti, tj» que en el latín hispano de la época tenía dos pronunciaciones una oclusiva y otra fricativa.
La escritura visigótica presenta abundantes abreviaturas, indicadas de forma totalmente característica y única, algunas de carácter general marcadas por signos que dependen de las costumbres del escribano y otras de carácter específico, señaladas por signos concretos que tienen un valor determinado, como el semicolom para el -us y el -ue en la escritura visigótica más antigua, una especie de pequeña «s» retorcida que situada en la parte superior para la desinencia «-us» y -ue de la visigótica del segundo y tercer período de su evolución, un trazo sinuoso colocado a la izquierda del caído de la letra p para abreviar el per, etc.